# Judith Corominas Serrats
Judith Corominas Serrats (L'Estartit, Baix Empordà, 10 de novembre de 1966) és una exfutbolista catalana.
Defensa, jugà amb el FC Barcelona femení, llavors anomenat Club Femení Barcelona, durant la dècada del 1990. Amb el club blaugrana guanyà la Copa de la Reina de 1994. Posteriorment competí amb la Unió Esportiva L'Estartit i el Club de Futbol Llers. Internacional amb selecció espanyola en quaranta-cinc ocasions, participà al Campionat d'Europa de 1997 finalitzant en tercera posició. Amb la selecció catalana guanyà el Campionat estatal de seleccions autonòmiques el 1998 i 1999. Es retirà esportivament el 2001 per culpa d'una lesió.